# Liuzhou Open
Il Liuzhou Open è stato un torneo di tennis professionistico che si disputava su campi in cemento all'aperto. Nato nel 2016 e riservato inizialmente alle donne nell'ambito dell'ITF Women's Circuit, dal 2018 si svolgevano anche i tornei maschili che facevano parte dell'ATP Challenger Tour. Si giocava annualmente a Liuzhou, in Cina.

## Albo d'oro

### Singolare maschile
| Anno | Campione                    | Finalista         | Punteggio        |
| ---- | --------------------------- | ----------------- | ---------------- |
| 2019 | Alejandro Davidovich Fokina | Denis Istomin     | 6–3, 5–7, 7–6(5) |
| 2018 | Radu Albot                  | Miomir Kecmanović | 6–2, 4–6, 6–3    |

### Singolare femminile
| Anno | Campionessa     | Finalista       | Punteggio          |
| ---- | --------------- | --------------- | ------------------ |
| 2019 | Zhu Lin         | Arina Rodionova | 2–6, 6–0, 6–1      |
| 2018 | Wang Yafan      | Han Na-lae      | 6–4, 6–2           |
| 2017 | Wang Yafan      | Nao Hibino      | 3–6, 6–4, 3–3 rit. |
| 2016 | Nina Stojanović | Jang Su-jeong   | 6–3, 6–4           |

### Doppio maschile
| Anno | Campioni                    | Finalisti                            | Punteggio        |
| ---- | --------------------------- | ------------------------------------ | ---------------- |
| 2019 | Michail Elgin Denis Istomin | Nam Ji-sung Song Min-kyu             | 3–6, 6–4, [10–6] |
| 2018 | Gong Maoxin Zhang Ze        | Hsieh Cheng-peng Christopher Rungkat | 6–3, 2–6, [10–3] |

### Doppio femminile
| Anno | Campionesse                               | Finaliste                         | Punteggio   |
| ---- | ----------------------------------------- | --------------------------------- | ----------- |
| 2019 | Jiang Xinyu Tang Qianhui                  | Ankita Raina Rosalie van der Hoek | 6–4, 6–4    |
| 2018 | Eudice Chong Ye Qiuyu                     | Kang Jiaqi Lee So-ra              | 7–5, 6–3    |
| 2017 | Han Xinyun Makoto Ninomiya                | Jacqueline Cako Laura Robson      | 6–2, 7–6(3) |
| 2016 | Veronika Kudermetova Aleksandra Pospelova | Jacqueline Cako Sabina Sharipova  | 6–2, 6–4    |